# Moulayrès
Moulayrès település Franciaországban, Tarn megyében. Lakosainak száma 216 fő (2022. január 1.). Moulayrès Brousse, Damiatte, Graulhet, Missècle és Puycalvel községekkel határos.

## Népesség
A település népességének változása:
| Lakosok száma | 171  | 186  | 200  | 208  | 209  | 211  | 214  | 215  | 216  |
|               | 2013 | 2015 | 2016 | 2017 | 2018 | 2019 | 2020 | 2021 | 2022 |